# بازار اوراق قرضه
بازار اوراق قرضه (به انگلیسی: Bond market) که همچنین با نام بازار درآمد ثابت (به انگلیسی: Fixed income market) نیز شناخته می‌شود، بازار مالی است که در آن مشارکت کنندگان می‌توانند قرض جدید منتشر کنند که به نام بازار اولیه شناخته می‌شود، یا می‌توانند اوراق بهادار بدهی، معمولاً به شکل اوراق قرضه خرید و فروش کنند که به نام بازار ثانویه شناخته می‌شود. هدف اصلی بازار اوراق قرضه مهیا کردن سازوکاری جهت تأمین سرمایه بلند مدت دولت و بخش خصوصی است.
در گذشته، بازار اوراق قرضه در انحصار دولت ایالات متحده آمریکا بود، اما امروزه آمریکا حدود ۴۴ درصد بازار را در اختیار دارد. تا سال ۲۰۰۹، حجم جهانی بازار اوراق قرضه (کل بدهی تسویه نشده) ۸۲٫۲ تریلیون دلار تخمین زده می‌شود، که حجم بدهی در بازار اوراق قرضه آمریکا براساس آمار بانک تسویه حساب‌های بین‌المللی ۳۱٫۲ تریلیون دلار و براساس آمار انجمن بازارهای مالی و صنعت اوراق بهادار ۳۵٫۲ تریلیون دلار است.
تقریباً همهٔ حجم ۸۲۲ میلیارد دلاری معاملات روزانه در بازار اوراق قرضه آمریکا میان مؤسسات بزرگ و کارگزار-دلال‌ها در بازاری بیرون از بورس صورت می‌گیرد. با این حال تعداد کمی از اوراق قرضه، عمدتاً اوراق قرضه شرکتی، در بازار بورس نیز مبادله می‌شوند.
تعبیر بازار اوراق قرضه معمولاً به علت حجم بالا، نقدینگی، نبود ریسک اعتبار و نیز حساسیت به نرخ بهره به بازار اوراق قرضه دولتی ارجاع داده می‌شود. به خاطر رابطه وارونه بین ارزش اوراق قرضه و نرخ‌های بهره، بازار اوراق قرضه اغلب به عنوان نشانگر تغییرات نرخ‌های بهره و شکل منحنی بازدهی (به انگلیسی: yield curve) به کار برده می‌شوند. منحنی بازدهی معیاری از «هزینه سرمایه پذیری» است.